# Faerlea fragilis
Faerlea fragilis är en plattmaskart som beskrevs av Westblad 1945. Faerlea fragilis ingår i släktet Faerlea och familjen Isodiametridae. Inga underarter finns listade i Catalogue of Life.